# Howard Bayless
Howard J. Bayless III (sinh năm 1965) là một chuyên gia chăm sóc sức khỏe và chính khách người Mỹ đến từ Birmingham, Alabama. Vào ngày 9 tháng 10 năm 2007, ông được bầu vào Hội đồng Giáo dục Birmingham, khiến ông trở thành người đồng tính nam công khai đầu tiên được bầu vào văn phòng công cộng ở bang Alabama. Ông đã không tìm cách tái đắc cử vào năm 2009 nhưng đã tranh cử vào Hội đồng thành phố Birmingham chống lại nữ nghị viên đương nhiệm Valerie Abbott, mất 60% đến 38%. Nhiệm kỳ của ông trong hội đồng trường kết thúc vào tháng 12 năm 2009.
Một sản phẩm của trường thành phố Birmingham, ông tốt nghiệp trường trung học L. Frazier Banks năm 1983. Ông vào Đại học Montevallo và, nhiều năm sau đó, đến Đại học St. Francis. Từ năm 1989, ông đã làm việc tại Công ty Dịch vụ Y tế Bradford, một tổ chức chăm sóc sức khỏe cung cấp dịch vụ lạm dụng chất gây nghiện cho các bệnh nhân trên khắp Alabama và miền đông nam Hoa Kỳ.
Một cư dân của Crestwood từ năm 1994, ông đã điều hành vào năm 2007 để thay thế Mike Higginbotham trong Hội đồng quản trị trường Birmingham, đại diện cho Quận 3. Đối mặt với Earnest J. Lumpkin III, ông đã giành chiến thắng một cách khéo léo: thu thập 4.059 phiếu (77,9%) cho đối thủ của mình là 1.154 (22,1%). Bằng cách đó, anh trở thành người đồng tính nam công khai đầu tiên và là người LGBT công khai thứ hai được bầu vào văn phòng công cộng ở Alabama (Patricia Todd là người đầu tiên, được bầu vào Hạ viện năm 2006).
Ông đã giữ các vị trí lãnh đạo ở Equality Alabama, Quỹ Bình đẳng Alabama và Liên đoàn Bình đẳng, cũng như tình nguyện với nhiều tổ chức khác. Cả hai chiến dịch của ông đều giành được sự ủng hộ của Quỹ Chiến thắng Gay & Lesbian.